# Pagenwerder
Pagenwerder ist eine zweigeteilte kleine Binneninsel im Breitling, einer boddenartigen Erweiterung der Unterwarnow kurz vor deren Mündung in die Ostsee. Vom nördlich gelegenen Rostocker Ortsteil Hohe Düne auf dem Festland wird sie nur durch den dreihundert Meter breiten Pinnengraben getrennt. Südlich der Insel liegt der Hafen Rostock. Die erheblich durch Aufspülung vergrößerte, unbewohnte Insel ist ein Landschaftsschutzgebiet (Vogelbrutplatz). Dem südlichen, größtenteils künstlichen Teil der Insel ist die ursprüngliche Insel Pagenwerder vorgelagert. Beide Teile sind durch einen Damm miteinander verbunden.
Der südliche Teil der Insel ist, bei einer Fläche von etwa acht Hektar, etwa 520 Meter lang und etwa 235 Meter breit. Der nördliche Teil ist etwa 7.700 m² groß. Die Insel liegt vollständig auf dem Stadtgebiet von Rostock.

## Geschichte
Der Inselname bedeutet so viel wie Pferdeinsel. Vermutlich befand sich auf dem Eiland früher eine Pferdeweide, auf der Nachbarinsel Gänsewerder vermutlich eine Gänseweide.
Pagenwerder wurde im Laufe der Jahrhunderte mehrfach umgestaltet. Die ursprünglich westlich des Ostseezugangs gelegene Insel erhielt bis 1837 einen Durchstich, der sie in zwei Teile teilte. Ein Teil wurde später mit dem Festland verbunden. In den Jahren 1958/59 wurde sie durch den Bau des Seekanals im Zuge der Errichtung des neuen Überseehafens erneut verkleinert. So verlor die ehemals auf der Schmettauschen Karte etwa einen Kilometer lange Insel, deutlich an Größe. Im Jahr 1988 wurde durch den Stadtrat Rostocks eine Vergrößerung beschlossen. Erst 1999 spülte man eine nierenförmige Fläche südlich der Altinsel auf, welche dem jetzigen größeren Inselteil entspricht. Die ursprüngliche Insel ist das nördlich vorgelagerte Eiland. Die ehemals in der Nähe befindliche Insel Gänsewerder verschwand durch Hochwasser und Wellenschlag allmählich in den 1990er Jahren.